# 지켜줘 롤리팝
지켜줘 롤리팝은 일본의 만화. 대한민국에서는 투니버스에서 방영. 크리스탈 펄을 우연히 먹은 평범한 여중생인 야마다 니나가 마법사인 제로와 이치이를 만나 만들어가는 순정애니.

## 크리스탈 펄
우노 제로 니나

## 등장인물

### 니나일행의 등장인물
니나
성우 - 여민정
평범한 여중생이지만 케이크 가게에서 우연히 마법시험 도구인 크리스탈 펄을 사탕으로 착각해서 먹게되어 수많은 수험생들의 표적이 되었다. 긴 갈색이 조금 들어간 오랜지색의 긴 머리와 줄로 되어 있는 리본이 특징. 자존심이 세고 싸우는 걸 싫어한다. 자주 제로와 충돌한다. 친절하고 좀 맹하다. 아이를 좋아하고 자신보다 타인을 먼저 챙기는 타입. 이상형은 자신을 끝까지 지키고 소중히하는 사람. 작은가슴이 콤플렉스이다. 만화책에서는 제로의 고백을 받고 연애를 해서 결혼을 한다.가족관계로는 어머니랑 아버지 그리고 오빠가 한명있다 애니에서는 등장하지 않았다
제로
성우 - 오오타니 미키 / 최승훈
마법사 (파괴마법). 크리스탈 펄을 실수로 먹은 니나를 이치이하고 지킨다. 니나를 아끼고 누구보다 열정적으로 지킨다. 푸른색에 옆으로 넓게 삐친머리가 특징이다. 자존심이 세고 싸우는 걸 좋아한다. 질투가 심하다. 또 한때 불량했던 이치이에게도 제일 먼저 파트너를 하자고 할 만큼 적극적이고 활발하다. 사실대로 말하거나 생각나면 바로 말하기 때문에 니나와 자주 충돌한다. 친절한면도 있어서 위험하면 그 사람에게 달려간다. 만화책에서는 니나를 좋아하지만 애니에서는 아직 밝혀지지 않았다. 만화책에서 니나에게 고백을 하고 연애를 한 후 결혼을 한다.애니에서도 보면 니나를 좋아하는 것 같다.
이치이 (우노)
성우 - 나카무라 다이스케 / 김장
마법사 (방어마법). 크리스탈 펄을 실수로 먹은 니나를 제로하고 지킨다. 누구에게나 상냥하지만 화날때는 누구보다 무섭다. 갈색의 차분한 머리가 특징이다. 침착하고 차분한 편이지만 한 땐 제멋대로에 돈을 위해서 제로를 속였던 좀 사기(??)적이였다. 지금도 그 제멋대로인 성향이 조금이 나마 있지만그건 자신만의 이익이 아닌 주변에 이익을 중요시한다. 소란피우는 걸 싫어하여 상냥하다가도 금방 태도가 돌변한다.

### 그 외의 등장인물
산(트리아)
성우 - 사이토 모모코 / 이소은
마법사 (소환마법). 니나일행이 처음으로 싸운 상대중 한명. 항상 웃으며 다니지만 마법세계에서는 저주받은 아이라며 놀림을 받은 적이 있어 남모를 슬픔을 간직한다. 포르테와 있을 때 울은게 처음 일정도로 포르테를 신뢰한다. 검은색에 양 귀옆에 낮게 올려 묶고 긴 생머리가 특징이다. 웃는 얼굴이지만 잔인한 말을 한다. 포르테하고 같이 어울려 다니고 먹을것과 노는걸 좋아한다.
포르테
성우 - 나미키 노리코 / 이용신
마법사 (최면마법). 니나일행이 처음으로 싸운 상대중 한명. 다혈질이다. 산하고 항상 같이 다니고 여자라고 하는 걸 싫어한다. 남자지만 여성스러운 외모로 짧은 금발이 특징이다. 귀신을 싫어하고 산에게 항상 휘둘린다. 외모처럼 여자옷이 어울리고 여성스러운 취미랑 특기를 가지고 있다.
록카(리유)
성우 - 노가와 사쿠라 / 김현지
마법사 (변신마법). 니나일행이 두 번째로 싸운 상대중 한명. 원래는 5살에 작은 부자의 딸이지만 이치이에게 잘 보이려고 마법으로 성장했다. 긴 웨이브가 있는 핑크색머리에 양쪽에 둥근장식이 특징 이치이를 좋아하고 이치이를 위해서라면 누구보다 열정적인 아이. 질투심이 강해 이치이와 사이가 좋은 니나를 아기로 만들정도이다. 원래 정신연련도 나이도 5살이라 마법을 쓸 때도 어린이같이 인형이나 말도 안 되는 것을 만든다.
고(우)
성우 - 코쿠분 유카리 / 강호철
마법사 (몽환마법). 니나일행이 두 번째로 싸운 상대중 한명. 록카의 집사이다. 차분한 녹색머리에 눈한쪽에 외눈안경이 썼다. 록카를 위해서면 모든지 하는 편.
야쿠모
마법사 (무기마법). 니나일행이 세 번째로 싸운 상대중 한명. 처음에는 니나를 노렸지만 지금은 반해서 니나를 지키는데 열심히다. 머리색은 니나, 모양은 제로와 닮았다. 다혈질이라 니나가 위험하는 것 말고도 별거아닌일로도 화를 낸다.
나나세
마법사 (부적마법). 니나일행이 세 번째로 싸운 상대중 한명. 제로에게 원한이있다. 연보라색의 짧지도 길지도 않은 머리에 여자같은 외모를 가지고 있다. 여자같다는 오해를 사지만 본인은 그걸 즐긴다. 사실은 남자.
쿠쿠
마법사 (동물화 타로마법). 니나일행과 싸우지는 않고 만난 상대중 한명. 제로의 약혼자. 붉은 머리카락에 뒤로 따았다. 원래는 제로를 좋아하지만 토토의 고백으로 토토를 좋아한다. 활발한 성격에 자기말로는 약속은 꼭 지켜야하는 성격이라고 한다. 니나일행과의 사건을 뒤로하고 마법세계로 돌아갔다.
토토
마법사 (??마법). 니나일행과 싸우지는 않고 만난 상대중 한명. 쿠쿠를 뒤따라 니나일행과 만난다. 연초록머리에 둥근안경을 썻다. 쿠쿠를 좋아하지만 제로를 좋아하는 쿠쿠의 모습을 보고 지켜보는 소심한 아이. 결국 쿠쿠에게 고백을 했고 니나일행과의 사건을 뒤로하고 마법세계로 돌아갔다.